# De Gelderlandfabriek
De Gelderlandfabriek is een cultureel centrum direct gelegen naast  station Culemborg, in Culemborg, Nederland. In de voormalige fabriek bevinden zich diverse ateliers en werkplaatsen van kunstenaars en een restaurant genaamd Una Volta. Daarnaast worden er culturele evenementen georganiseerd.

## Geschiedenis
Het terrein was sinds 1868 een locomotiefloods aan de Spoorlijn Utrecht - Boxtel, dat vervolgens in gebruik genomen werd als meubelfabriek en later nog diverse malen uitgebreid. Na het vertrek van meubelfabriek Gelderland is het complex een verzamelplaats geworden voor zelfstandige ondernemers in de culturele sector.

## Het gebouw
Het complex bestaat uit een aantal gebouwdelen, elk met hun eigen karakteristieken. Tegen het spoor en het station ligt de locomotiefloods, waar de horeca is gevestigd. De machinehal die er tegenaan ligt wordt gebruikt als theaterzaal, waar diverse evenementen worden georganiseerd. Onder de sheddaken bevinden zich de werkplaatsen van de fabriekers (de oorspronkelijke bewoners van het pand) en andere ruimtes die verhuurd worden. De identiteit van de fabriek wordt bepaald door het verleden als locomotiefloods en de periode als meubelfabriek; het industriële karakter van de gebouwen.

## Artiesten
In mei 2016 werd de Gelderlandfabriek geopend. Sindsdien hebben er al veel bekende namen opgetreden in de zaal waaronder: Han Bennink, Jules Deelder, Kamchatka en Mike Boddé.